# Либердади (округ Сан-Паулу)

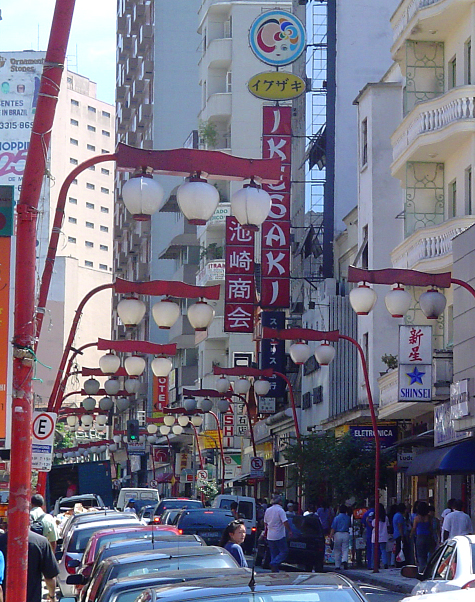
Либердади (округ Сан-Паулу)

Либердади (порт. Liberdade) — округ субпрефектуры Се города Сан-Паулу, Бразилия. Его название на португальском языке означает «свобода». Район содержит большое количество этнических японцев (иммигрантов и их потомков) — это самый большой японский квартал в мире. В Либердади проживают и другие этнические группы, преимущественно азиатского происхождения.
Название района связано с отменой смертной казни в Бразилии в 1831 году..